# Komo (Departement)
Komo ist ein Departement in der Provinz Estuaire in Gabun und liegt im Westen des Landes. Das Departement wurde nach dem Fluss Komo benannt und hatte 2013 etwa 17.500 Einwohner.

## Gliederung
- Kango
- Kanton Komo
- Kanton Engong
- Kanton Bokoué